# Ungerska mellanbergen
Ungerska mellanbergen eller Transdanubiska bergen (ungerska: Dunántúli-középhegység) är en låg bergskedja i Mellersta Transdanubien i västra Ungern. Den sträcker sig cirka 17 mil, med den sydöstra änden längs nordsidan av Balatonsjön och den nordöstra änden nära Donaukröken. Bergskedjan skiljer Lilla ungerska slättlandet (Kisalföld) i nordväst från Stora ungerska slättlandet (Alföld) i sydost.

## Geologi
De Transdanubiska bergen domineras av upp till 3 km tjocka lager från trias. Underliggande paleozoiska delar går i dagen på vissa håll, bl.a. i Velencebergen. Yngre formationer från jura och krita återfinns i Bakonybergen och Gerecsebergen. Visegradbergen räknas geografiskt till de Ungerska mellanbergen, men geologiskt utgör Visegradbergen och Börzsönybergen rester av en vulkanisk båge från miocen och räknas till Nordungerska bergen.

## Ingående bergområden

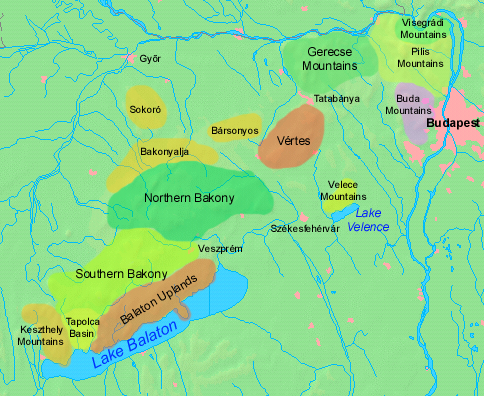
Transdanubiska bergens utsträckning och uppdelning. Donau syn längs kanterna i norr och öster.

Bergskedjan kan uppdelas i följande bergsområden, från sydväst till nordost:
- Keszthelybergen
- Bakonybergen
- Vertesbergen
- Velencebergen
- Gerecse
- Budabergen
- Pilisbergen
- Visegradbergen